# All That We Do
All That We Do è il sesto album del gruppo hip hop statunitense Jungle Brothers, pubblicato il 29 ottobre del 2002 e prodotto dall'etichetta indipendente Jungle Brothers Records. V2 distribuisce il disco per il mercato nipponico, Sound Design per quello tedesco.
| Recensione | Giudizio |
| ---------- | -------- |
| AllMusic   | [ 1 ]    |

## Tracce
1. Booty Trap – 3:28
2. Candy – 4:06
3. Let Me – 3:50
4. You in My Hut Now – 3:17
5. The Big Daddys (skit) – 0:54
6. All That We Do – 3:02
7. Love & Hate – 6:02
8. Something About Cha – 3:48
9. Let's Get Away – 4:19
10. Do Your Thing – 3:14
11. Buggin – 1:42
12. What's the Five 0 – 4:29

Durata totale: 42:11